# Aurélio Buarque de Holanda Ferreira
Aurélio Buarque de Holanda Ferreira (Passo de Camaragibe, 3 maggio 1910 – Rio de Janeiro, 28 febbraio 1989) è stato un lessicografo, linguista, traduttore e scrittore brasiliano, noto soprattutto per la redazione del Novo Dicionário da Língua Portuguesa, il principale dizionario della lingua portoghese.
Il suo cognome era originariamente scritto Hollanda, ma fu cambiato in Holanda, presumibilmente per seguire la riforma ortografia portoghese del 1943.

## Biografia
Aurélio nacque a Passo de Camaragibe, nello Stato di Alagoas in Brasile da Manuel Ferreira Hermelindo, commerciante, e Maria Buarque Ferreira Cavalcanti.
Quando aveva 9 mesi, nel 1911, la sua famiglia si trasferì nella cittadina litoranea di Porto de Pedras, dove visse fino a quando aveva dieci anni e la sua famiglia si trasferì a Porto Calvo.
Nel 1923 si trasferì nella capitale dello Stato Maceió, dove, a soli 14 anni, dava lezioni private di lingua portoghese. Un anno più tardi divenne insegnante nella classe inferiore presso il locale Ginásio Primeiro de Março (ginnasio primo marzo). In quegli anni compra Memorie postume di Brás Cubas, prima opera di quella che, nel corso della sua vita, diventerà una biblioteca molto ricca.
Nel 1930 fece parte di un gruppo di intellettuali che esercitarono una forte influenza della letteratura nel Nord-Est del Basile; tra gli altri: Valdemar Cavalcanti, José Lins do Rego, Graciliano Ramos, Raul Lima, Rachel de Queiroz.
Nel 1936 ottenne una laurea in legge presso la Faculdade de Direito do Recife di Pernambuco, e nello stesso anno iniziò a insegnare grammatica francese e portoghese, letteratura brasiliana e portoghese, presso il Colégio Estadual de Alagoas a Maceió. Nel 1937 e 1938 fu anche direttore della Biblioteca Municipal de Maceió.
Nel 1938 si trasferì nella città di Rio de Janeiro, dove insegnò letteratura portoghese e brasiliana presso le migliori scuole secondarie tra cui la scuola pubblica Colégio Pedro II e la scuola privata Colégio Anglo-Americano.
A Rio ebbe inizio la sua carriera di scrittore, con articoli, racconti e cronache pubblicati sulla stampa locale. Tra il 1939 e il 1947, fu segretario della Revista do Brasil.
Aurélio divenne lessicografo nel 1941, come collaboratore del Pequeno Dicionário Brasileiro da Língua Portuguesa. Nel 1942 pubblicò un libro di racconti, Dois Mundos (due mondi), che gli valse un premio dalla prestigiosa Accademia Brasiliana delle Lettere. Nel 1943 collaborò con il Dicionário Enciclopédico promosso dall'Instituto Nacional do Livro. Nel 1945 prese parte alla Prima Conferenza degli Scrittori brasiliani (I Congresso Brasileiro de Escritores) a San Paolo. Tra il 1944 e il 1949 fu membro della Associação Brasileira de Escritores (sezione di Rio de Janeiro).
Nel 1945 sposò Marina Baird, conosciuta tramite il comune amico Paulo Rónai e divenuta sua instancabile collaboratrice.
Hanno avuto due figli, Aurélio e Maria Luísa, e cinque nipoti.
Tra il 1947 e il 1960, Aurélio tenne la rubrica O Conto da Semana (il racconto della settimana), per la sezione letteraria del giornale Diário de Notícias e, a partire dal 1954, avrà la collaborazione di Paulo Rónai. I due erano amici fin da quando si conobbero nella redazione della Revista do Brasil e assieme realizzarono l'antologia in cinque volumi Mar de histórias.
A partire dal 1950 tenne le rubriche Enriqueça o Seu Vocabulário (arricchisci il tuo vocabolario) per Seleções do Reader's Digest (l'edizione brasiliana di Selezione dal Reader's Digest); questi testi sono stati successivamente pubblicati in un libro.
Tra il giugno 1954 e il dicembre 1955 fu titolare della cattedra di Estudos Brasileiros alla Universidade Nacional Autónoma do México con una borsa di studio dal Ministero degli Esteri brasiliano.
Fu eletto membro della Accademia Brasiliana delle Lettere il 4 maggio 1961, e inaugurò il 18 dicembre 1961 la presa in consegna il seggio (cadeira) numero 30, in precedenza occupato da Antônio Austregésilo Rodrigues de Lima.
Ispirato dal suo amore per la lingua portoghese decise di realizzare un suo dizionario. Dopo diversi anni di lavoro, nel 1975 pubblicò il Novo Dicionário da Língua Portuguesa che sarebbe stato per molti decenni il dizionario di riferimento in Brasile, al punto che Aurélio e Aurelião (grande Aurélio) era diventato sinonimo popolare di vocabolario. Questa opera ha avuto decine di ristampe e revisioni e ne sono state fatte diverse edizioni.
Aurélio è stato anche membro dell'Academia Brasileira de Filologia, del Pen Clube do Brasil (la sezione brasiliana dell'International PEN), della Comissão Nacional do Folclore, dell'Academia Alagoana de Letras, dell'Instituto Histórico e Geográfico de Alagoas e della Hispanic Society of America.

## Opere
- Dois mundos : contos, Rio de Janeiro, J. Olympio, 1942,  p. 264.

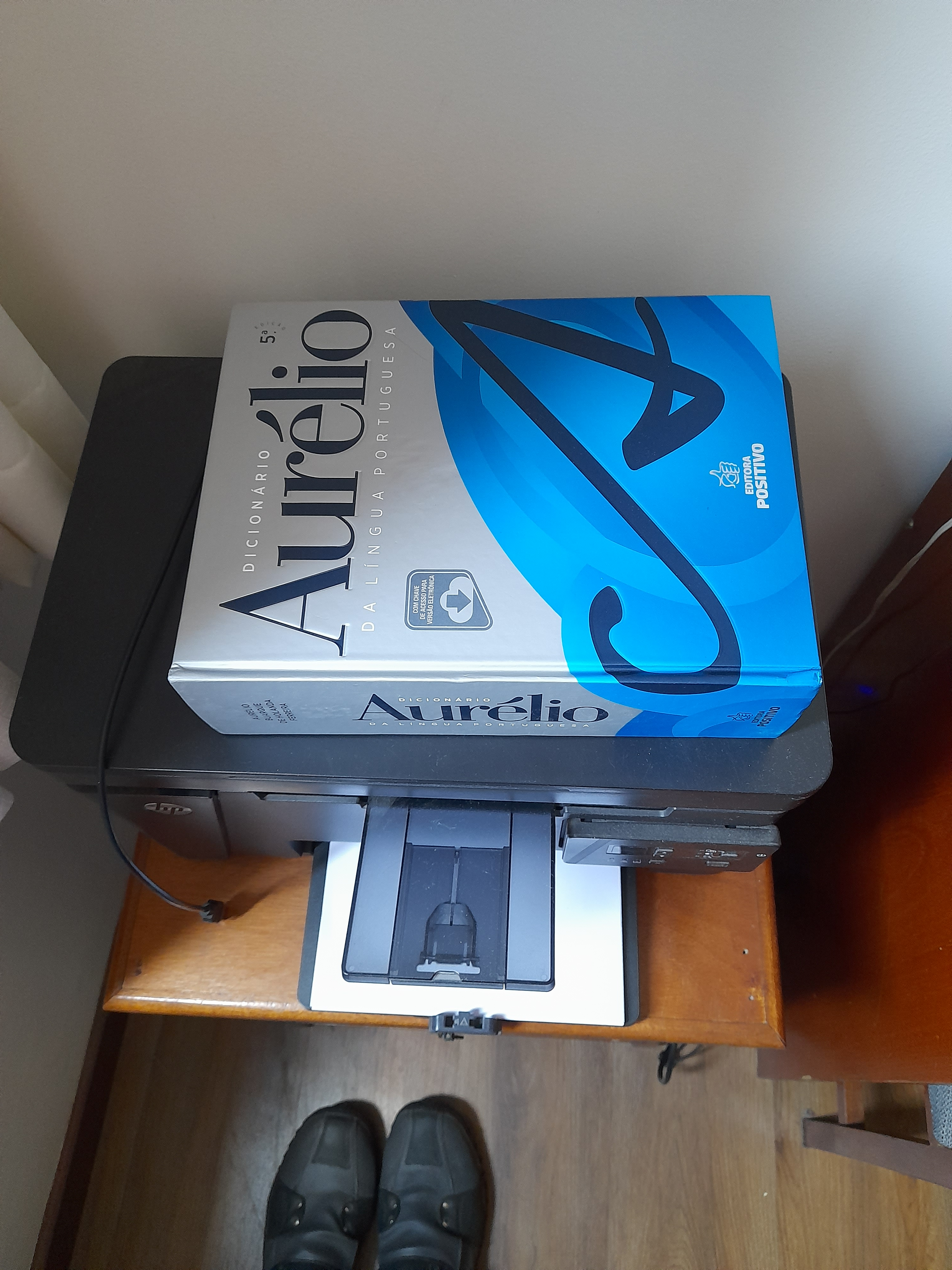

- O romance brasileiro (de 1752 a 1930) Coordenação, Rio de Janeiro, Ediçoes O Cruzeiro, 1952,  p. 286. Uno studio sui romanzi brasiliani di quel periodo.
- Enriqueça o seu vocabulário : 1560 palavras - 40 locuções, San Paolo, Cultrix, 1958,  p. 319. Collezione di articoli apparsi su Seleções do Reader's Digest.
- Território Lírico. Saggi sulla poesia (1958).
- Vocabulário Ortográfico Brasileiro (1969).
- O chapéu de meu pai, Brasilia, Editora Brasília, 1942,  p. 83. Edizione condensata e riveduta di Dois Mundos.
- Novo Dicionário da Língua Portuguesa. Soprannominato "Aurelião" (Editora Nova Fronteira, 1975).
- Minidicionário da Língua Portuguesa. Soprannominato "Miniaurélio" (1977).
- Dicionário Aurélio Infantil da Língua Portuguesa. Dizionario per l'infanzia con illustrazioni di Ziraldo (1989).

### Articoli e saggi
- Linguagem e Estilo de Eça de Queirós, saggio sullo scrittore portoghese Eça de Queiroz, apparso nel volume Livro do Centenário de Eça de Queirós (1945).
Il testo del saggio: (PT) Linguagem e Estilo de Eça de Queirós, su scribd.com, Scribd Inc.. URL consultato il 22 ottobre 2011.
- Enriqueça o Seu Vocabulário. Articoli mensili apparsi in Seleções do Reader's Digest (1950–1958).

### Traduzioni ed edizioni critiche
- Mar de histórias : antologia do conto mundial. Con Paulo Rónai, un'antologia di racconti della letteratura del mondo, volume I (1945), volume II (1951), volume III (1958), volume IV (1963), volume V (1981).
- Poemas De Amor, San Paolo, Jose Olympio, 1949,  p. 122. Traduzione di poesie d'amore di Amaruka.
- Pequenos Poemas em Prosa. Poesie di Charles Baudelaire (1864).
- Contos Gauchescos e Lendas do Sul. Racconti del sud del Brasile da João Simões Lopes Neto (1949).
- Roteiro Literario do Brasil e de Portugal. Con Alvaro Lins, un'antologia della letteratura in lingua portoghese (1956).